# Hansi Bochow-Blüthgen
Hansi Bochow-Blüthgen (* 2. Januar 1897 in Charlottenburg; † 30. August 1983 in München; eigentlich Hanna Dora Margarethe, geborene Blüthgen; Pseudonym: Lore Wiesner) war eine deutsche Schriftstellerin, Lektorin und literarische Übersetzerin.

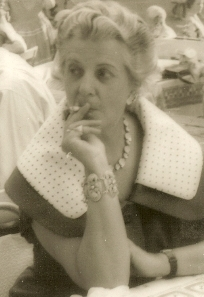
Hansi Bochow-Blüthgen

## Leben und Schaffen
Bochow-Blüthgen, seit Mitte der 1920er-Jahre mit dem Journalisten Friedrich Walter Bochow verheiratet, war die Enkelin des Illustrators Fedor Flinzer und Nichte des Schriftstellers Victor Blüthgen. Die Fotografin Gisèle Freund und der Schriftsteller Moscheh Ya’akov Ben-Gavriêl, der ihr seine Erzählung Ein Löwe hat den Mond verschluckt widmete, zählten zu ihren Freunden.
Hansi Bochow-Blüthgen arbeitete nach ihrer Ausbildung zunächst als Bibliothekarin und war im Buchhandel beschäftigt. Anerkennung erlangte Bochow-Blüthgen, die Mitglied im Schutzverband deutscher Schriftsteller und im Verband deutscher Übersetzer war, durch zahlreiche Übersetzungen aus dem Englischen und Amerikanischen. Ihre bekannteste und bis heute lieferbare Übersetzung ist Frühstück bei Tiffany von Truman Capote; allerdings wurde ihre einfühlsame Übertragung ein halbes Jahrhundert nach ihrer Veröffentlichung von einem Kritiker der Frankfurter Allgemeinen Zeitung als "betagt" bezeichnet. Noch 50 Jahre nach dem Erscheinen auf dem deutschen Buchmarkt wird hingegen ihre Übersetzung des Romans Der Kardinal von Henry Morton Robinson in der Süddeutschen Zeitung als "Bestseller in Bestübersetzung" gelobt. Im Rahmen des Deutschen Jugendbuchpreises von 1959 erhielt Meindert DeJongs Tien Pao ein Chinesenjunge in Bochow-Blüthgens Übertragung eine Prämie. Des Weiteren sind von ihren Übersetzungen hervorzuheben: Praterveilchen von Christopher Isherwood, Sturmwind – Flickas Sohn von Mary O’Hara und Bernard Grun's beste Musiker-Anekdoten. Bochow-Blüthgen übertrug außerdem Texte von William Makepeace Thackeray, Katherine Anne Porter, Patricia Highsmith und Henry James ins Deutsche.

## Übersetzungen (Auswahl)
- Earl Derr Biggers, Das schwarze Kamel, Leipzig: Ernst Oldenburg 1930
- Taylor Caldwell, Melissa, Berlin: Blanvalet 1950
- Truman Capote, Frühstück bei Tiffany, Wiesbaden: Limes 1959
- Truman Capote, Lokalkolorit, Wiesbaden: Limes 1960
- Truman Capote, Die Musen sprechen. Mit Porgy and Bess in Rußland, Wiesbaden: Limes 1961
- Vladimir Dedijer, Tito. Autorisierte Biographie, Berlin: Ullstein 1953
- Meindert DeJong, Tien Pao, ein Chinesenjunge. Eine ergreifende Geschichte, Köln: Schaffstein 1958
- Kathryn Forbes, Mamas Bankkonto, Berlin: Ullstein/Kindler 1946
- Bernard Grun, Bernard Grun's beste Musiker-Anekdoten, München/Wien: Langen/Müller 1974
- Christopher Isherwood, Praterveilchen, Hamburg: Rowohlt Verlag 1953
- Henry James, Patina,  In: Der Monat 1, 1948, S. 25–36 (neu bearb., hrsg. und mit einem Nachw. vers. von Fedor Bochow. Norderstedt: Books on Demand 2009, ISBN 978-3-8391-0439-2)
- Mary O’Hara, Sturmwind – Flickas Sohn, Wiesbaden: Rheinische Verlags-Anstalt 1953
- Katherine Anne Porter, Das letzte Blatt, Bad Wörishofen: Kindler und Schiermeyer Verlag 1953
- Kathdrine Anne Porter, Unter heißem Himmel, Bad Wörishofen: Kindler und Schiermeyer Verlag 1951
- Henry Morton Robinson, Der Kardinal, Frankfurt am Main: Verlag der Frankfurter Hefte 1950
- William Makepeace Thackeray, Jahrmarkt der Eitelkeit, Berlin: Wegweiser Verlag/Volksverband der Bücherfreunde 1949
- Leon Uris, Die Berge standen auf, München: Kindler 1963
- Raoul Whitfield, Grünes Eis, Leipzig: Ernst Oldenburg 1931